# 1556.
◄ | 15. stoljeće | 16. stoljeće | 17. stoljeće | ►
◄ | 1520-ih | 1530-ih | 1540-ih | 1550-ih | 1560-ih | 1570-ih | 1580-ih | ►
◄◄ | ◄ | 1553. | 1554. | 1555. | 1556. | 1557. | 1558. | 1559. | ► | ►►
Arhitektura • Astronomija • Glazba • Kazalište • Kiparstvo • Knjige • Književnost • Kršćanstvo • Medicina • Politika • Pravo • Promet • Slikarstvo • Znanost

## Događaji
- 23. siječnja – Potres u Shaanxiju 1556., najsmrtonosniji potres u ljudskoj povijesti, pogodio je provinciju Shaanxi, u središtu Kine. Prema procjenama, poginulo je 830.000 ljudi, a velik broj domova i građevina je uništeno.
- Petar Hektorović piše djelo Ribanje i ribarsko prigovaranje
- Osmanlije su zauzele Kostajnicu
- Pobuna hrvatskog plemićkog bratstva Draganića i plemićkog roda Domagovića.

## Smrti
- 27. siječnja – Humajun, mogulski car (* 1508.)
- Fuzuli, azerbejdžanski pjesnik (* oko 1494.)

## Vanjske poveznice
|  | Zajednički poslužitelj ima još gradiva o temi 1556. |